# 바오꾸옥
바오꾸옥(베트남어: Bảo Quốc, 1949년 9월 11일 ~ )은 베트남의 배우, 희극인이다. 1991년 베트남 정부로부터 공훈예술가 칭호를 받았다.